# سفید خانی وسطی
بنای سفید خانی وسطی مربوط به دوره ساسانیان است و در شهرستان چرداول، روستای سفید خانی وسطی واقع شده و این اثر در تاریخ ۱۴ مرداد ۱۳۸۲ با شمارهٔ ثبت ۹۴۹۹ به‌عنوان یکی از آثار ملی ایران به ثبت رسیده است.